# Pereira (ur. 1960)
Luiz Carlos Pereira (ur. 6 marca 1960) – brazylijski piłkarz występujący na pozycji obrońcy.

## Kariera klubowa
Od 1992 do 1998 roku występował w klubach Verdy Kawasaki i Consadole Sapporo.